# Ә̄
Ә̄ (minuscule : ә̄), appelé schwa macron, est une lettre de la variante de l’alphabet cyrillique utilisée dans l’écriture du hunzib et du selkoupe, et est utilisée en doungane par certains auteurs.

## Utilisation
Le schwa macron est utilisé dans l’orthographe hunzib du dictionnaire hunzib-russe de Khalilov et Isakov publié en 2001.
En doungane, certains auteurs utilisent les accents sur les voyelles pour indiquer les tons, dont schwa macron ‹ ә̄ ›,.

## Représentations informatiques
Le schwa macron peut être représenté avec les caractères Unicode suivants :
- décomposé (cyrillique, diacritiques):

| formes    | représentations | chaînes de caractères | points de code | descriptions                                         |
| --------- | --------------- | --------------------- | -------------- | ---------------------------------------------------- |
| capitale  | Ә̄               | Ә◌̄                    | U+04D8 U+0304  | lettre majuscule cyrillique schwa diacritique macron |
| minuscule | ә̄               | ә◌̄                    | U+04D9 U+0304  | lettre minuscule cyrillique schwa diacritique macron |